# Dryophytes versicolor
L'ila grigia nordamericana (Dryopytes versicolor LeConte, 1825) è un anfibio della famiglia Hylidae, nativo di gran parte degli Stati Uniti d'America orientali e del Canada sudorientale.
È conosciuta anche con il nome di raganella grigia orientale per distinguerla dalla sua parente più meridionale, l'ila grigia o raganella grigia (Dryophytes chrysoscelis). In passato, questo anfibio, come numerose altre specie, era ascritto al genere Hyla ed era conosciuto più comunemente come Hyla versicolor. Una recente revisione della famiglia Hylidae ha portato alla riclassificazione di molte di queste specie e al loro inserimento nel genere Dryophytes.

## Descrizione
Come implica il nome scientifico, le ile grigie nordamericane sono di colore variabile grazie alla loro abilità di camuffarsi dal grigio al verde, a seconda del sostrato dove sono sedute. Il grado di screziatura varia. Possono cambiare da quasi nero a quasi bianco. Possono cambiare colore ad una velocità più lenta di un camaleonte. Le ile grigie nordamericane morte e quelle in contesti unnaturali sono prevalentemente grigie. La femmina non fa richiami e ha una gola bianca; tuttavia, il maschio fa i richiami e può mostrare una gola nera/grigia durante la stagione della riproduzione. La femmina di solito è più grande del maschio.
Esse sono relativamente piccole in confronto ad altre specie di rana nordamericane, che normalmente non raggiungono più di 3,8-5,1 cm. La loro pelle ha in sé una struttura piena di protuberanze, dando loro in aspetto bitorzoluto.
Questa specie è quasi indistinguibile dalla già citata ila grigia, D. chrysoscelis; l'unica differenza immediatamente riscontrabile riguarda il richiamo, più breve e veloce nell'ila grigia nordamericana. Tuttavia, il richiamo di entrambe queste rane dipende dalla temperatura e a temperature inferiori il Dryophytes chrysoscelis può avere una velocità del richiamo che approssima quella del Dryophytes versicolor. La differenza nel richiamo si può udire, ma si quantifica meglio contando il numero di impulsi al secondo nei loro fremiti sibilati. Il Dryophytes versicolor ha una frequenza di impulsi di 16-34 impulsi al secondo, mentre il Dyophytes chrysoscelis ha una frequenza di impulsi di 34-60 impulsi al secondo. Anche se c'è una potenziale sovrapposizione, a causa della dipendenza dalla temperatura delle frequenza degli i pulsi, le due specie si distinguono facilmente quando si presentano insieme. A una data temperatura, la frequenza degli impulsi per il Dryophytes versicolor è approssimativamente 1/2 di quella del Dryophytes chrysoscelis.
L'ila grigia nordamericana ha 48 cromosomi (4n) ed è chiamata ila grigia tetraploide nei circoli scientifici. L'ila grigia, o ila grigia diploide, ha conservato il suo conteggio cromosomico originale di 2n (24). L'ibridazione tra queste due specie produce come risultato una iniziale mortalità di molte larve, ma alcuni individui sopravvivono fino all'età adulta, benché abbiano una ridotta fertilità.
Sia il D. chrysoscelis sia il D. versicolor hanno macchie gialle brillanti sulle zampe posteriori, che le distinguono da altre rane arboricole, come la H. avivoca. Le macchie brillanti sono normalmente visibili mentre la rana sta saltando. Entrambe le specie di ila grigia sono lievemente sessualmente dimorfiche. I maschi hanno le gole nere o grigie, mentre le gole delle femmine sono più chiare.
I girini hanno i corpi arrotondati (in contrapposizione ai corpi più allungati delle specie dei corsi d'acqua) con code alte e ampie che possono colorarsi di rosso se dei predatori sono nel sistema. La metamorfosi può avvenire in appena due mesi con condizioni ottimali. Alla metamorfosi, le nuove ranocchiette diventeranno quasi sempre verdi prima di cambiare nel più comune grigio. Le rane giovani a volte manterranno anche un colore verde chiaro e diventeranno grigie o verdi più scure dopo aver raggiunto l'età adulta.

## Distribuzione e habitat

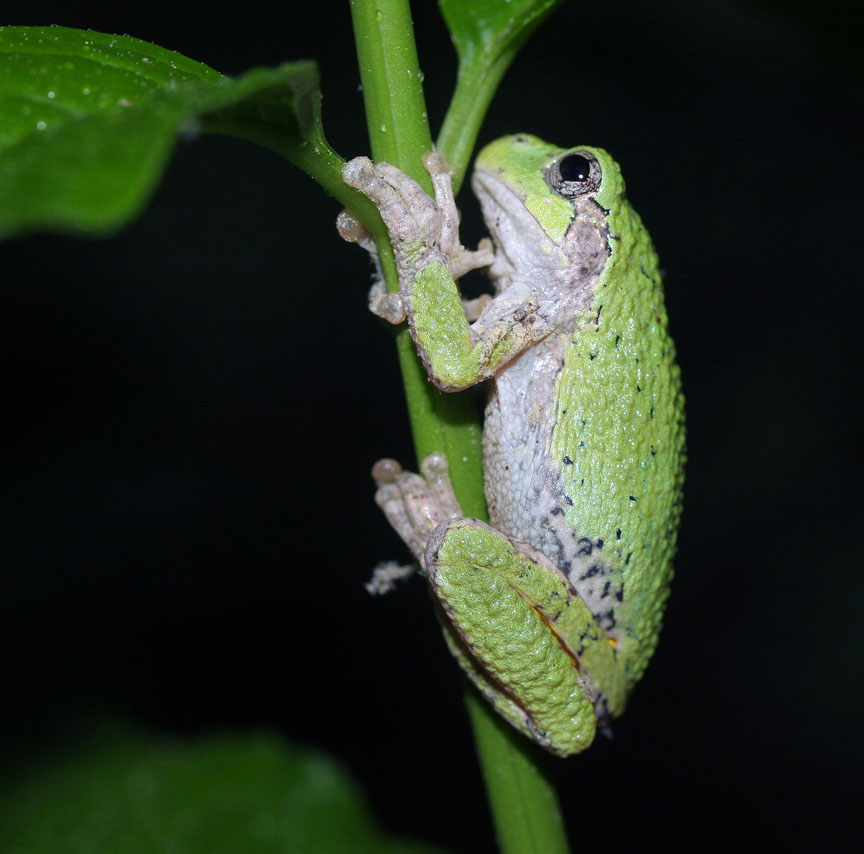
Sul gambo di un fiore

Le ile grigie nordamericane abitano un vasto ambiente, e si possono trovare nella maggior parte della metà orientale degli Stati Uniti, fino al Texas centrale e all'Oklahoma. Si trovano anche in Canada nelle province del Québec, dell'Ontario e del Manitoba, con una popolazione isolata nel Nuovo Brunswick.
L'ila grigia nordamericana è capace di sopravvivere al congelamento dei suoi fluidi corporei interni a temperature fino a -8 °C.
Le ile grigie nordamericane sono più comuni nelle aree forestali, in quanto sono fortemente arboricole. I loro richiami si odono spesso nella aree residenziali rurali della Costa orientale e del Midwest. Preferiscono riprodursi in stagni boschivi semipermanenti senza pesci, ma depongono le uova anche nelle paludi, nelle pozze primaverili, nelle fontane fabbricate dall'uomo e nei giardini acquatici, e perfino nelle coperture delle piscine riempite di acqua piovana.

## Comportamento
Queste rane raramente scendono dalle cime alte degli alberi eccetto che per riprodursi. Sono rigorosamente notturne. Le ile grigie nordamericane raramente fanno grandi cori, in quanto sono per la maggior parte animali solitari, ma potrebbero vocalizzare in modo competitivo al culmine dei periodi riproduttivi. Le ile grigie nordamericane possono riunirsi intorno alle finestre e alle luci dei porticati per mangiare gli insetti che vengono attirati dalla luce. Durante il giorno spesso riposano su rami d'albero orizzontali o foglie lasciate all'aperto, anche al sole. Evidentemente sono meno soggette al surriscaldamento e all'essiccazione di altri anfibi e fanno affidamento sul loro superbo sistema di camuffamento per nascondersi dai predatori. In cattività, diventano addomesticate e imparano ad associare i loro padroni al cibo, anche al punto di fissare ansiosamente le dita vuote che di solito contengono un insetto.

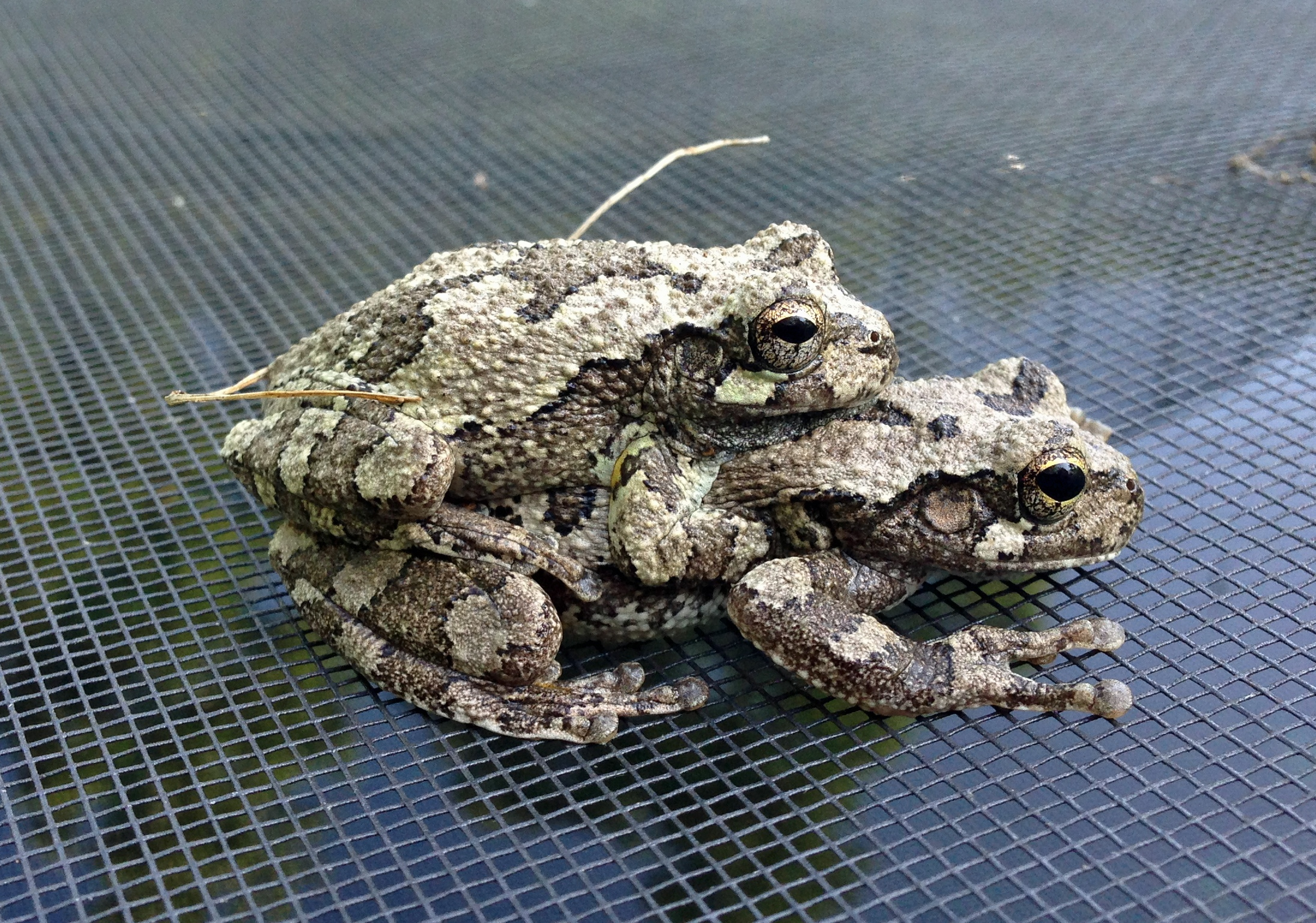
D. versicolor nell'amplesso

## Riproduzione
I richiami e i cori per l'accoppiamento sono più frequenti di notte, ma i singoli individui spesso emettono i richiami durante il giorno in risposta ai tuoni o altri forti rumori.

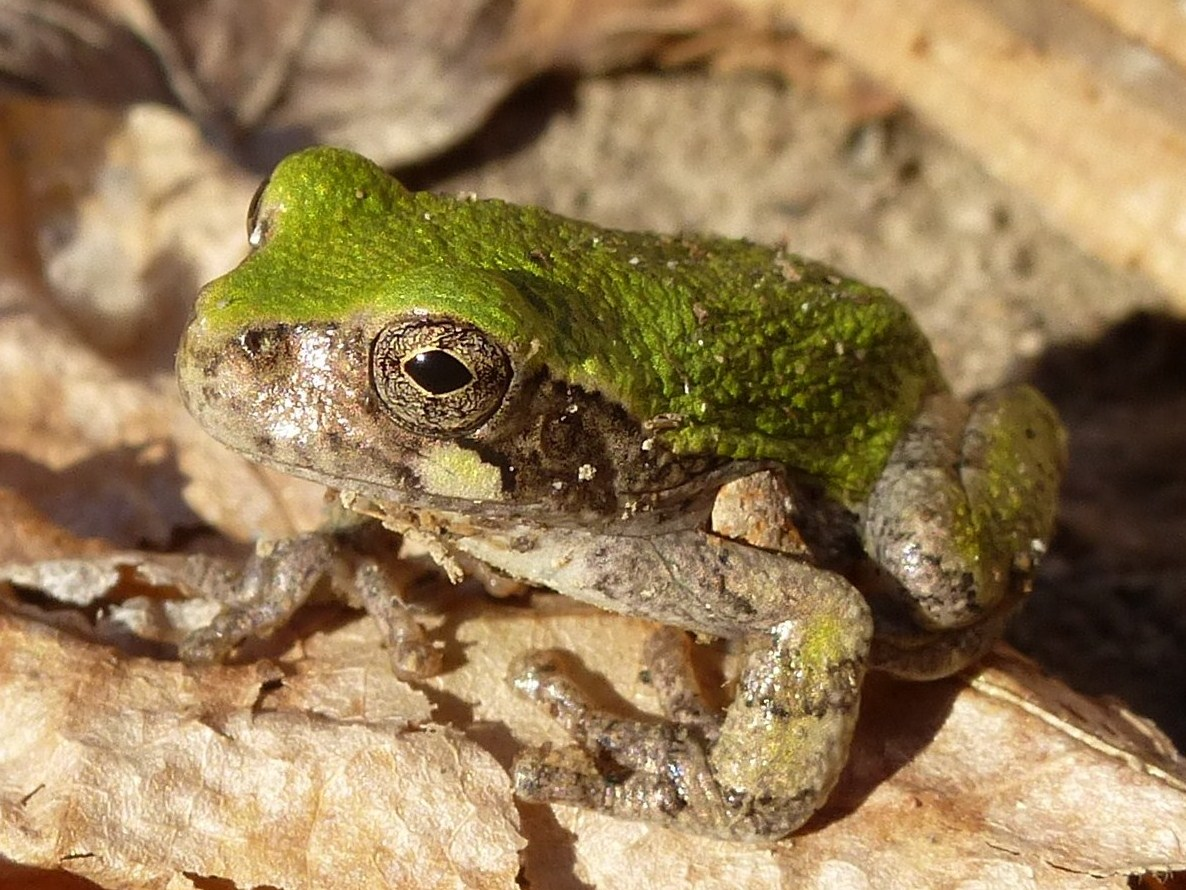
Ila grigia nordamericana, Missouri Ozarks

## In cattività
Vedi Dryophytes cinereus.